# Пизоние
Пизо̀ние (на италиански: Pisogne, на източноломбардски: Pidògne, Пидоние) е градче и община в Северна Италия, провинция Бреша, регион Ломбардия. Разположено е на 187 m надморска височина, на североизточния бряг на езеро Изео. Населението на общината е 8142 души (към 2013 г.).